# Erythropeltidales
Erythropeltidales Garbary, Hansen & Scagel, 1980, segundo o sistema de classificação de Hwan Su Yoon et al. (2006), é o nome botânico de uma ordem de algas vermelhas pluricelulares da classe Compsopogonophyceae.
- Esta ordem não foi referendada no sistema de classificação sintetizado de R.E. Lee (2008).

## Táxons inferiores
Família: Erythrotrichiaceae G.M. Smith, 1933.
Gêneros: Erythrotrichia, Chlidophyllon, Erythrocladia, Pyrophyllon, Sahlingia.